# Бетани Матек Сандс
Бетани Лин Матек Сандс (енгл. Bethanie Lynn Mattek-Sands; Рочестер, 23. март 1985) је професионална америчка тенисерка.
Највеће успехе је остварила у конкуренцији парова, где се нашла на првом месту ВТА ранг листе и освојила пет гренд слем трофеја у пару са чешком играчицом Луцијом Шафаржовом. Такође је у мешовитим паровима освојила златну медаљу на Олимпијским играма 2016. у Риу де Жанеиру са Џеком Соком и три гренд слем трофеја. Заједно са Џоном Изнером донела САД титулу на Хопман купу 2011. године и допринела је путу репрезентације до освајања Фед купа 2017.

## Приватни живот
Матек Сандс рођена је 23. марта 1985. у Рочестеру, Минесота, као кћерка рачуновође Тима и медицинске сестре Хејди. Има два брата, Чеда и Ендруа, и сестру Елисон. Тенис је почела да игра са пет година, а узори су јој биле Штефи Граф и Моника Селеш. Све до удаје за Џастина Сендса 29. новембра 2008. године, играла је као Бетани Матек. Након удаје почела је да се представља и под презименом свог мужа, тј. као Бетани Матек Сандс.

## Мода
Матек Сандс је такође врло позната по свом ексцентричном стилу облачења. Неке од њених најпознатијих одевних комбинација јесу хаљина са принтом леопардове коже, коју је носила на Отвореном првенству Сједињених Држава 2004. и 2007. године; каубојски шешир на Отвореном првенству Сједињених Држава 2005, због чијег је ношења морала да плати новчану казну; опрема која подсећа на опрему фудбалских навијачица; ружичасте чарапе до колена које је носила на на Лос Анђелес опену 2006; и опуштени беж топ, сукња која открива струк и подсећа на римску тогу и беж чарапе до колена на Отвореном првенству Сједињених Држава 2006.

## ВТА финала (11)

### Порази појединачно (1)
| Легенда: Пре 2009. | Легенда:Од 2009. |
| ------------------ | ---------------- |
| Гренд слем         |                  |
| ВТА шампионат      |                  |
| Тијер I            | Главни Премијер  |
| Тијер II           | Премијер 5       |
| Тијер III (1)      | Премијер         |
| Тијер IV и V       | Интернашонал     |

| Бр. | Датум             | Турнир     | Локација       | Подлога | Противница   | Резултат      |
| 1.  | 2. новембар 2009. | Бел челинџ | Квебек, Канада | Тепих   | Нађа Петрова | 6–4, 4–6, 1–6 |

### Победе у паровима (7)
| Легенда: Пре 2009.       | Легенда:Од 2009.  |
| ------------------------ | ----------------- |
| Гренд слем               |                   |
| Завршна првенства сезоне |                   |
| Тијер I                  | Обавезни Премијер |
| Тијер II                 | Премијер 5        |
| Тијер III (2)            | Премијер          |
| Тијер IV и V (1)         | Међународни (3)   |

| Бр. | Датум             | Турнир                | Локација            | Подлога | Партнерка           | Противнице                          | Резултат          |
| 1.  | 15. август 2009.  | Ванкувер опен         | Ванкувер, Канада    | Шљака   | Абијегл Спирс       | Елс Каленс Ана-Лена Гренефелд       | 6–3, 6–3          |
| 2.  | 22. јул 2007.     | Синсинати опен        | Синсинати, САД      | Тврда   | Сања Мирза          | Алија Јидкова Татјана Пучек         | 7–6(4), 7–5       |
| 3.  | 23. фебруар 2008. | Куп Колсанитас        | Богота, Колумбија   | Шљака   | Ивета Бенешова      | Јелена Костанић Тошић Мартина Милер | 6–3, 6–3          |
| 4.  | 13. април 2008.   | Бош и Ломб шампионат  | Амелија Ајланд, САД | Шљака   | Владимира Ухлиржова | Викторија Азаренка Јелена Веснина   | 6–3, 6–1          |
| 5.  | 19. април 2009.   | Куп Чарлстона         | Чарлстон, САД       | Шљака   | Нађа Петрова        | Лига Декмијере Пати Шнидер          | 6–7(5), 6–2, 11–9 |
| 6.  | 3. мај 2009.      | Велика награда Поршеа | Штутгарт, Немачка   | Шљака   | Нађа Петрова        | Жисела Дулко Флавија Пенета         | 5-7, 6–3, 10-7    |
| 7.  | 23. мај 2009.     | Варшава опен          | Варшава, Пољска     | Шљака   | Ракел Копс-Џоунс    | Јен Ци Ђе Женг                      | 6-1, 6-1          |

### Порази у паровима (3)
| Легенда: Пре 2009.       | Легенда:Од 2009.  |
| ------------------------ | ----------------- |
| Гренд слем               |                   |
| Завршна првенства сезоне |                   |
| Тијер I                  | Обавезни Премијер |
| Тијер II (1)             | Премијер 5        |
| Тијер III                | Премијер          |
| Тијер IV и V (2)         | Међународни       |

| Бр. | Датум            | Турнир                | Локација              | Подлога | Партнерка      | Противнице                       | Резултат      |
| 1.  | 14. август 2005. | Лос Анђелес опен      | Лос Анђелес, САД      | Тврда   | Анђела Хејнес  | Јелена Дементјева Флавија Пенета | 2–6, 4–6      |
| 2.  | 14. мај 2006.    | Праг опен             | Праг, Чешка Република | Шљака   | Ешли Харклроуд | Марион Бартоли Шахар Пер         | 6–4, 2–6, 1–6 |
| 3.  | 21. мај 2006.    | Велика награда Марока | Рабат, Мароко         | Шљака   | Ешли Харклроуд | Јан Ци Џенг Ђе                   | 1–6, 3–6      |